# 布里斯
布里斯（法語：Bourisp）是法国上比利牛斯省的一个市镇，属于巴涅雷德比戈尔区（Bagnères-de-Bigorre）维耶尔奥尔县（Vielle-Aure）。该市镇总面积1.9平方公里，2009年时的人口为147人。

## 人口
布里斯人口变化图示